# Коліко
Коліко (італ. Colico) — муніципалітет в Італії, у регіоні Ломбардія, провінція Лекко.
Коліко розташоване на відстані близько 540 км на північний захід від Рима, 80 км на північ від Мілана, 32 км на північ від Лекко.

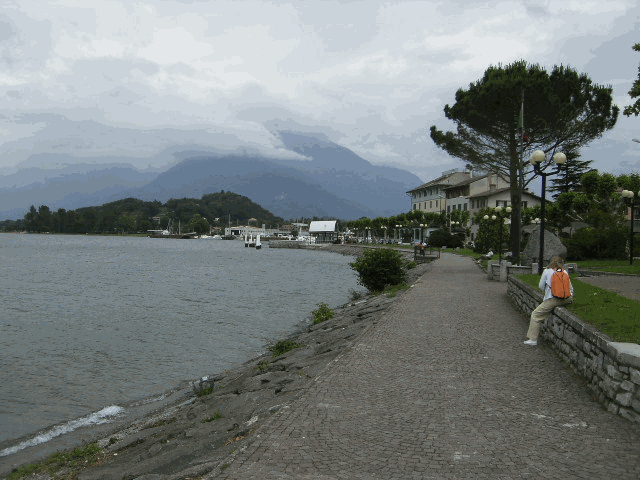

Населення — 7719 осіб (2014).
Покровитель — святий Юрій.

## Демографія
Населення за роками:

Станом на 1 січня 2023 року в муніципалітеті офіційно проживало 737 іноземців з 63 країн, серед них 160 громадян країн Євросоюзу та 31 громадянин України.

## Сусідні муніципалітети
- Консільйо-ді-Румо
- Делебіо
- Домазо
- Донго
- Доріо
- Джера-Ларіо
- Граведона
- Муссо
- Паньона
- П'янелло-дель-Ларіо
- П'янтедо
- Тременіко
- Веркана